# Big Fun (Miles Davis-album)
Big Fun är ett dubbelalbum från 1974 av Miles Davis. Albumet väckte inte mycket uppmärksamhet förrän vid återutgivningen på cd 2000, då med några nya spår tillagda.

## Låtlista
Låtarna är skrivna av Miles Davis om inget annat anges.

### LP-utgåva 1974
1. Great Expectations (Miles Davis/Joe Zawinul) – 27:25
2. Ife – 21:36
3. Go Ahead John – 28:27
4. Lonely Fire – 21:21

### Cd-utgåva 2000
Cd 1
1. Great Expectations (Miles Davis/Joe Zawinul) – 27:25
2. Ife – 21:36
3. Recollections (Joe Zawinul) – 18:58
4. Trevere – 5:56

Cd 2
1. Go Ahead John – 28:27
2. Lonely Fire – 21:21
3. The Little Blue Frog – 9:11
4. Yaphet – 9:40

## Medverkande
| Great Expectations/Orange Lady (1 november 1969) - Miles Davis – trumpet - Steve Grossman – sopransaxofon - Bennie Maupin – basklarinett - John McLaughlin – elgitarr - Khalil Balakrishna – el-sitar - Bihari Sharima – tabla, tanpura - Herbie Hancock – elpiano - Chick Corea – elpiano - Ron Carter – bas - Harvey Brooks – elbas - Billy Cobham – trummor - Airto Moreira – slagverk Ife (12 juni 1972) - Miles Davis – el-trumpet med wah-wah peda - Sonny Fortune – sopransaxofon, flöjt - Bennie Maupin – klarinett, flöjt - Carlos Garnett – sopransaxofon - Lonnie Liston Smith – piano - Harold I Williams Jr – piano - Michael Henderson – elbas - Al Foster – trummor - Billy Hart – trummor - Badal Roy – tabla - James Mtume – slagverk (afrikanska) Recollections(6 februari 1970) - Miles Davis – trumpet - Wayne Shorter – sopransaxofon - Bennie Maupin –basklarinett - John McLaughlin – gitarr - Joe Zawinul – elpiano (vänster) - Chick Corea – elpiano (höger) - Dave Holland – elbas - Billy Cobham – triangel - Jack DeJohnette – trummor - Airto Moreira – cuíca, slagverk Trevere (28 november 1969) - Miles Davis – trumpet - Steve Grossman – sopransaxofon - Bennie Maupin – basklarinett - Chick Corea – elpiano - Larry Young – orgel, celesta - Khalil Balakrishna – el-sitar - Bihari Sharima – tanpura - Harvey Brooks – elbas - Dave Holland – bas - Jack DeJohnette – trummor - Billy Cobham – trummor - Airto Moreira – cuíca, berimbau | Go Ahead John (3 mars 1970) - Miles Davis – trumpet - Steve Grossman – sopransaxofon - John McLaughlin – elgitarr - Dave Holland – elbas - Jack DeJohnette – trummor Lonely Fire (28 november 1969) - Miles Davis – trumpet - Wayne Shorter – tenorsaxofon - Bennie Maupin – basklarinett - Khalil Balakrishna – sitar, indiska instrument - Chick Corea – elpiano - Joe Zawinul – elpiano, Farfisa-orgel - Dave Holland – bas - Harvey Brooks – elbas - Jack DeJohnette – trummor - Billy Cobham – trummor - Airto Moreira – indiska instrument, slagverk The Little Blue Frog (28 november 1969) - Miles Davis – trumpet - Steve Grossman – sopransaxofon - Bennie Maupin – basklarinett - John McLaughlin – gitarr - Chick Corea – elpiano - Larry Young – orgel, celesta - Khalil Balakrishna – el-sitar - Bihari Sharima – tanpura - Harvey Brooks – elbas - Dave Holland – bas - Jack DeJohnette – trummor - Billy Cobham – trummor - Airto Moreira – cuíca, berimbau Yaphet (19 november 1969) - Miles Davis – trumpet - Steve Grossman – sopransaxofon - Bennie Maupin – basklarinett - John McLaughlin – gitarr - Herbie Hancock – elpiano (vänster) - Chick Corea – elpiano (höger) - Khalil Balakrishna – el-sitar - Bihari Sharima – tanpura, tabla - Harvey Brooks – elbas - Ron Carter – bas - Billy Cobham – trummor, triangel - Airto Moreira – cuíca, berimbau |